# 広田寿一

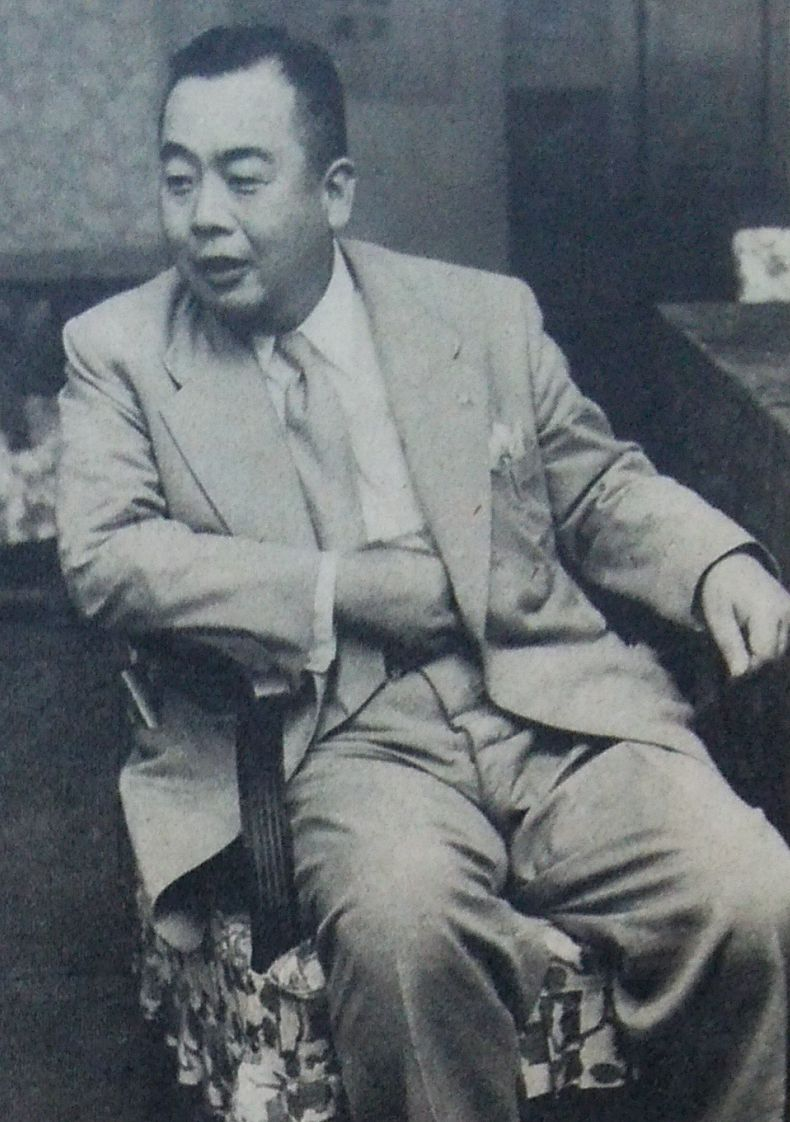
1953年

廣田 壽一（ひろた ひさかず、1899年5月7日 - 1984年1月15日）は昭和期の実業家。住友金属工業元社長・会長。

## 来歴・人物
京都府出身。1923年に京都帝国大学工学部卒業後、住友製鋼所へ入社。1949年に新扶桑金属工業社長となり、1952年に住友金属社長、1962年に会長を務め、1973年より相談役を務めた。また、1956年に財団法人関西生産性本部の創立に力を尽くし、20年間にわたり会長を務めるなど、関西の財界で活躍した。1958年日本金属学会会長。その他には毎日放送取締役なども務めた。1984年1月15日、84歳で死去。